# Orthogeomys
Orthogeomys es un género de roedores que pertenecen a la familia Geomyidae. Agrupa a 11 especies nativas de América.

## Especies
Se reconocen las siguientes especies y subespecies:
- Subgénero Orthogeomys
  - Orthogeomys cuniculus
  - Orthogeomys grandis
    - Orthogeomys grandis grandis
    - Orthogeomys grandis alleni
    - Orthogeomys grandis alvarezi
    - Orthogeomys grandis annexus
    - Orthogeomys grandis carbo
    - Orthogeomys grandis engelhardi
    - Orthogeomys grandis felipensis
    - Orthogeomys grandis guerrerensis
    - Orthogeomys grandis huixtlae
    - Orthogeomys grandis latifrons
    - Orthogeomys grandis nelsoni
    - Orthogeomys grandis pluto
    - Orthogeomys grandis pygacanthus
    - Orthogeomys grandis scalops
    - Orthogeomys grandis soconuscensis
    - Orthogeomys grandis vulcani
- Subgénero Heterogeomys
  - Orthogeomys hispidus
    - Orthogeomys hispidus hispidus
    - Orthogeomys hispidus cayoensis
    - Orthogeomys hispidus chiapensis
    - Orthogeomys hispidus concavus
    - Orthogeomys hispidus hondurensis
    - Orthogeomys hispidus isthmicus
    - Orthogeomys hispidus latirostris
    - Orthogeomys hispidus negatus
    - Orthogeomys hispidus teapensis
    - Orthogeomys hispidus tehuantepecus
    - Orthogeomys hispidus torridus
    - Orthogeomys hispidus yucantanensis

  - Orthogeomys lanius
- Subgénero Macrogeomys
  - Orthogeomys cavator
    - Orthogeomys cavator cavator
    - Orthogeomys cavator nigrescens
    - Orthogeomys cavator pansa

  - Orthogeomys cherriei
    - Orthogeomys cherriei cherriei
    - Orthogeomys cherriei carlosensis
    - Orthogeomys cherriei costaricensis

  - Orthogeomys dariensis
  - Orthogeomys heterodus
    - Orthogeomys heterodus heterodus
    - Orthogeomys heterodus cartagoensis
    - Orthogeomys heterodus dolichocephalus

  - Orthogeomys matagalpae
  - Orthogeomys thaeleri
  - Orthogeomys underwoodi

## Especies de Orthogeomys en Costa Rica
En un estudio publicado en la prestigiosa revista Cuadernos de Investigación UNED en 2010, se revisaron los registros de distribución del género Orthogeomys (Rodentia: Geomyidae) en Costa Rica hasta enero de ese año, con el objetivo de actualizar su biogeografía y facilitar su identificación mediante una clave taxonómica. Las taltuzas, como se les conoce comúnmente, son mamíferos terrestres de hábitos subterráneos y relevancia agrícola debido al impacto que generan en los cultivos. El estudio identificó la presencia de cuatro especies del género Orthogeomys en el país:
Orthogeomys cherriei: Se distribuye en las regiones Norte y Caribe Norte, caracterizadas por climas cálidos y húmedos. Presenta una coloración externa gris oscura con una mancha blanca distintiva en la cabeza.
Orthogeomys heterodus: Habita la región Central, en zonas de altitud media a alta, con menor temperatura y precipitación en comparación con O. cherriei. Es de mayor tamaño, con una coloración uniforme que varía entre café y gris.
Orthogeomys underwoodi: Se localiza en las regiones del Pacífico Central y Sur, en climas similares a los de O. cherriei. Tiene un tamaño y coloración parecidos, aunque se distingue por una franja blanca ancha en el dorso, a la altura de la región lumbar.
Orthogeomys cavator: Se encuentra en la región Central y se extiende hacia el oeste del país, incluyendo parte del Caribe Sur y el Pacífico Sur, donde predominan climas diversos. Su coloración es grisácea oscura y su tamaño es comparable al de O. heterodus.
Además de actualizar la distribución geográfica, el estudio incluyó una clave taxonómica detallada para facilitar la identificación específica de cada una de las especies, lo cual resulta de gran utilidad tanto para investigadores como para profesionales vinculados al manejo de fauna silvestre y al sector agrícola.